# Moody Peak
Der Moody Peak ist ein 1800 m hoher Berggipfel in der antarktischen Ross Dependency. Er markiert das nördliche Ende der Boomerang Range des Transantarktischen Gebirges.
Das Advisory Committee on Antarctic Names benannte ihn 1964 nach Junior L. Moody, Bootsmannsmaat der United States Navy, der von 1959 bis 1960 für das Be- und Entladen von Flugzeugen an der McMurdo-Station verantwortlich war.